# أرض الإنسان (منظمة)

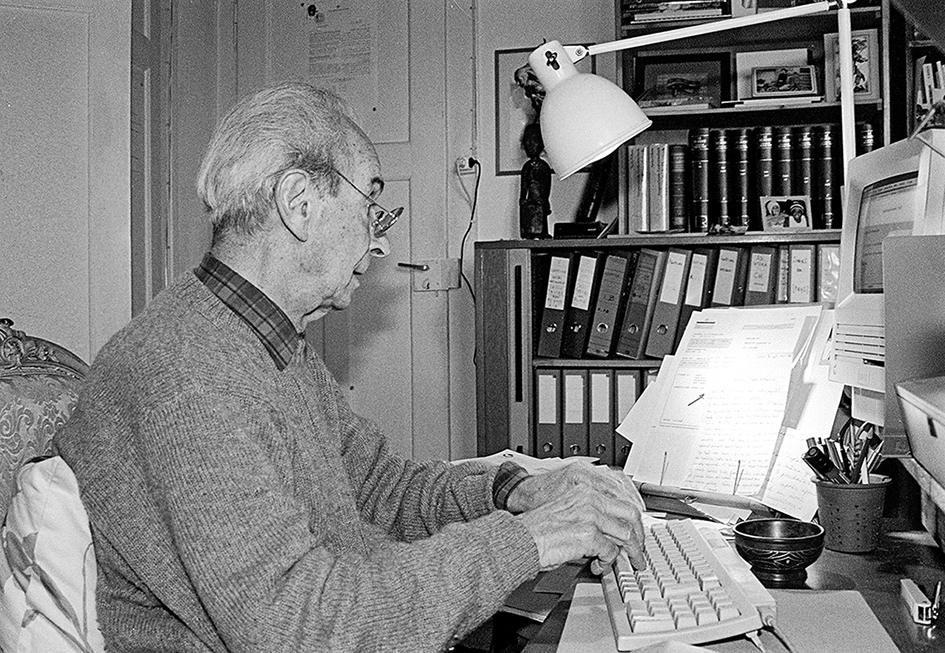
إدموند كايزر، مؤسس منظمة "أرض البشر" الإغاثية، هنا في عام 1995 في مكتبه في سانتينيل (تصوير ماركوس شفايتزر)

أرض الإنسان (بالفرنسية: Terre des hommes) (بالإنجليزية: Land of People) أو (بالإنجليزية: Land of Men) هي منظمة خيرية دولية شاملة لحقوق الطفل تحت رعاية الاتحاد الدولي لأرض الإنسان (TDHIF)، مع منظمات مستقلة في كندا والدنمارك وفرنسا وألمانيا وإيطاليا ولوكسمبورغ وهولندا وسويسرا وإسبانيا وسوريا. تأسست في عام 1960 من قبل إدموند كايزر في لوزان، سويسرا.

## الأهداف
تهدف منظمة أرض الإنسان إلى منع استغلال الأطفال، وتعلبمهم كيفية الخروج من المواقف الاستغلالية وتطوير أنفسهم بالطريقة التي تمكنهم من عيش حياة كريمة في المجتمع. تقوم المنظمة بالتركيز على الانتهاكات الخطيرة لحقوق الطفل وتشمل هذه الانتهاكات:
- أسؤ أشكال عمل الأطفال (طبقا للأتفاقية 182 لمنظمة العمل الدولية).
- الاتجار بالأطفال والهجرة.
- الاستغلال الجنسى للأطفال.
- إساءة معاملة الأطفال.[2]

## سويسرا

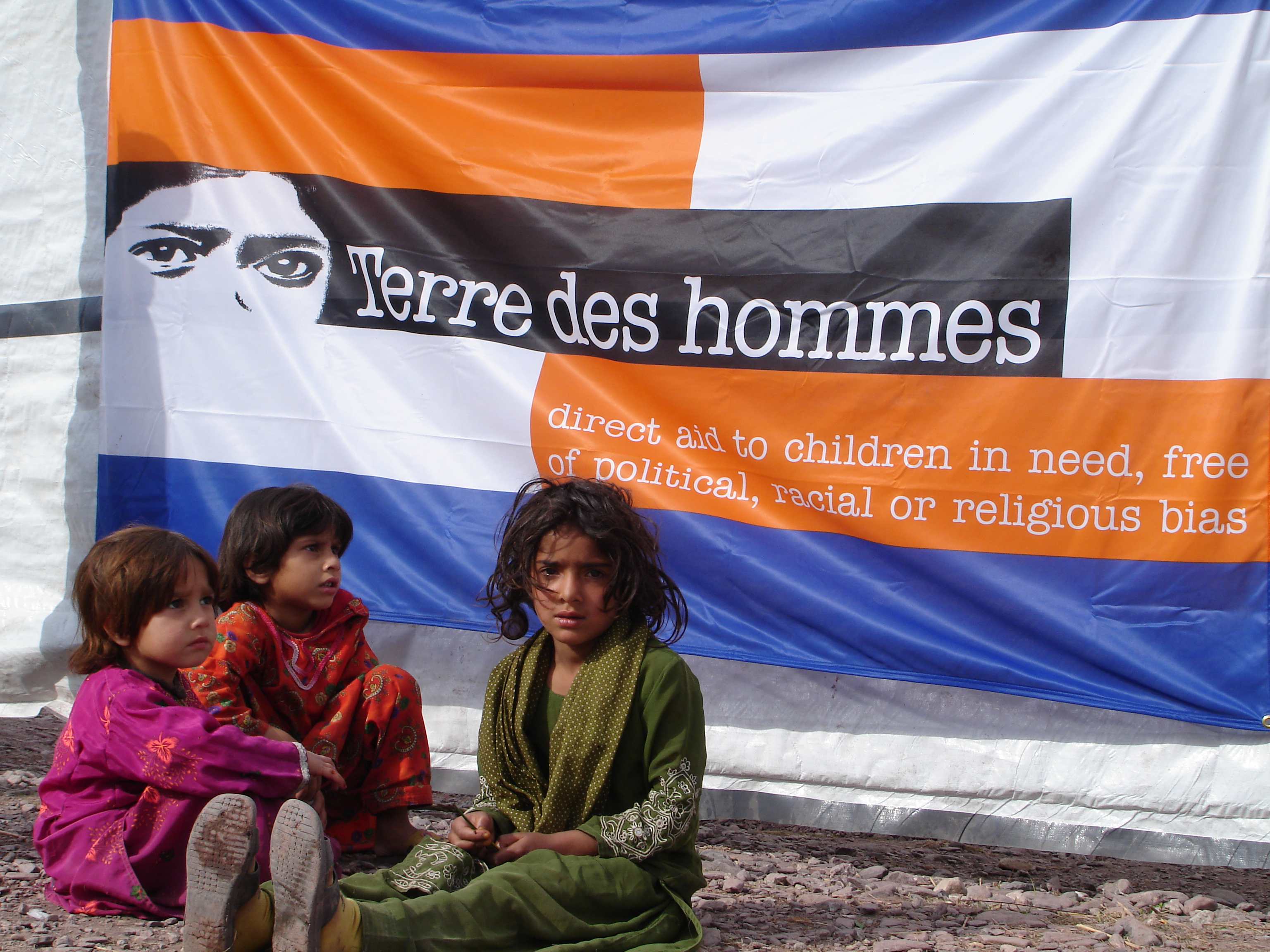
ارض الانسان– ضمن برامج مساعدة الطفولة

يوجد في سويسرا منظمتان. فإلى جانب منظمة أرض الإنسان، توجد منظمة Tdh Foundation ومقرها لوزان. تأسست المنظمة عام 1960، وهي المنظمة الرائدة في مجال حقوق الطفل في سويسرا، وهي ملتزمة بحماية حياة الأطفال وحقوقهم وتحسين رفاهتهم. ولتحقيق هذه الغاية، تضع المنظمة برامج مبتكرة تركز على مجالات مثل الصحة والهجرة والوصول إلى العدالة، وهي مصممة خصيصًا لإحداث تأثير على المدى القصير والطويل.
منذ أكثر من 60 عام، تعمل مؤسسة أرض البشر في سياقات صعبة، سواء في البلدان التي تعاني من الحرب، أو المناطق المتضررة من الكوارث الطبيعية، أو المناطق التي تجبر فيها الفقر وسوء التغذية ملايين الأطفال وأسرهم على الهجرة. تعمل المؤسسة حاليًا في أكثر من 30 دولة، وتعمل مع فرقها الخاصة ومع الشركاء المحليين والدوليين لتصميم وتنفيذ المشاريع على أرض الواقع. تشجع المنظمة المشاركة النشطة للأطفال والشباب لتعزيز تحررهم. كما تدافع عن احترام حقوقهم وتدعمهم في التعبير عن احتياجاتهم ومصالحهم.